# تحدب

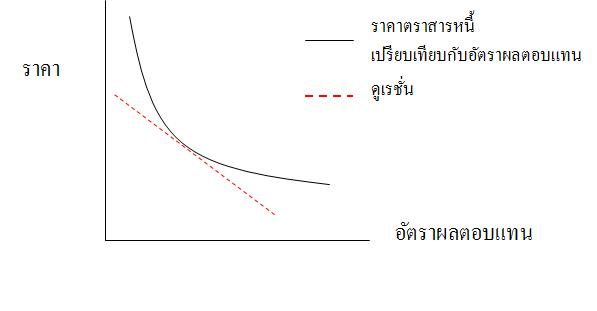

في مجال التمويل ، يعد تحدب السندات (Bond convexity) مقياسًا للعلاقة غير الخطية لأسعار السندات بالتغيرات في أسعار الفائدة ، والمشتق الثاني لسعر السند فيما يتعلق بأسعار الفائدة (المدة هي المشتق الأول). بشكل عام ، كلما زادت المدة ، كلما كان سعر السند أكثر حساسية للتغير في أسعار الفائدة. يعد تحدب السندات أحد أكثر أشكال التحدب الأساسية والمستخدمة على نطاق واسع في التمويل.

## التعبير الرياضي
إذا كان سعر الفائدة العائم الثابت هو r وسعر السند هو B ، فإن التحدب C يتم تعريفه على أنه:
{\displaystyle C={\frac {1}{B}}{\frac {d^{2}\left(B(r)\right)}{dr^{2}}}.}
هناك طريقة أخرى للتعبير عن C وهي من حيث المدة المعدلة D:
{\displaystyle {\frac {d}{dr}}B(r)=-DB}
و بالتالي,
{\displaystyle CB={\frac {d(-DB)}{dr}}=(-D)(-DB)+\left(-{\frac {dD}{dr}}\right)(B)}
إذاً:
{\displaystyle C=D^{2}-{\frac {dD}{dr}}}
حيث D هي مدة معدلة.
كيف تتغير مدة السند مع تغير سعر الفائدة؟
بالعودة إلى التعريف القياسي للمدة المعدلة:
{\displaystyle D={\frac {1}{1+r}}\sum _{i=1}^{n}{\frac {P(i)t(i)}{B}}}
حيث P (i) هي القيمة الحالية للقسيمة i و t (i) هو تاريخ الدفع المستقبلي.
مع زيادة سعر الفائدة ، تنخفض القيمة الحالية للمدفوعات الأطول أجلاً فيما يتعلق بالقسائم السابقة (بواسطة عامل الخصم بين المدفوعات المبكرة والمتأخرة). ومع ذلك ، ينخفض سعر السند أيضًا عند زيادة سعر الفائدة ، ولكن التغييرات في القيمة الحالية لمجموع كل القسائم مضروبة في التوقيت (البسط في التجميع) تكون أكبر من التغييرات في سعر السند (المقام في التجميع). لذلك ، يجب أن تقلل الزيادات في r المدة (أو في حالة سندات القسيمة الصفرية ، اترك المدة غير المعدلة ثابتة). لاحظ أن المدة المعدلة D تختلف عن المدة العادية بالعامل الأول فوق 1 + r (كما هو موضح أعلاه) ، والذي يتناقص أيضًا مع زيادة r.
{\displaystyle {\frac {dD}{dr}}\leq 0}
بالنظر إلى العلاقة بين التحدب والمدة أعلاه ، يجب أن تكون التحدبات السندات التقليدية إيجابية دائمًا.
يمكن أيضًا إثبات إيجابية التحدب بشكل تحليلي بالنسبة لسندات أسعار الفائدة الأساسية. على سبيل المثال ، في ظل افتراض منحنى عائد ثابت ، يمكن للمرء أن يكتب قيمة السند الحامل للقسيمة على النحو التالي{\displaystyle \scriptstyle B(r)\ =\ \sum _{i=1}^{n}c_{i}e^{-rt_{i}}}، حيث ci تعني القسيمة المدفوعة في الوقت t (i) .
ومن السهل أن نرى:
{\displaystyle {\frac {d^{2}B}{dr^{2}}}=\sum _{i=1}^{n}c_{i}e^{-rt_{i}}t_{i}^{2}\geq 0}
لاحظ أن هذا على العكس يدل على سلبية مشتق المدة عن طريق التفريق {\displaystyle dB/dr\ =\ -DB} .